# Atenizus taunayi
Atenizus taunayi är en skalbaggsart som beskrevs av Julius Melzer 1920. Atenizus taunayi ingår i släktet Atenizus och familjen långhorningar. Inga underarter finns listade.